# (65590) Archéptolème
(65590) Archéptolème ou (65590) Archéptolémos, désignation internationale (65590) Archeptolemos, est un astéroïde troyen jovien.

## Description
(65590) Archéptolème est un astéroïde troyen jovien, camp troyen, c'est-à-dire situé au point de Lagrange L5 du système Soleil-Jupiter. Il présente une orbite caractérisée par un demi-grand axe de 5,225 UA, une excentricité de 0,030 et une inclinaison de 8,0° par rapport à l'écliptique.
Il est nommé en référence au personnage de la mythologie grecque Archéptolème, acteur du conflit légendaire de la guerre de Troie.

## Compléments